# Szilágyi Gyula (síugró)
Szilágyi Gyula (Debrecen, 1948. február 12. –) magyar síugró, északi összetett versenyző. Az év  északi összetett versenyzője 1971-ben, síugrója 1974-ben. A magyar síelő válogatott tagja 1971-től 1974-ig.

## Egyesületei
- Bp. Előre 1964-1966
- MOM SC 1967-1976

## Edzői
- Binder József

## Eredményei

### Síugrás
- egyéni magyar bajnok: 1974 (középsánc), 1976 (középsánc).
- egyéni magyar bajnoki harmadik helyezett: 1973 (középsánc).
- csapat magyar bajnok: 1972 (középsánc), 1974 (középsánc). Csapattársai: Gellér Mihály, Hényel Gyula illetve Gellér Gábor és Kun Sándor
- Sánc csúcs: 1974 Mátraháza 81,5 méter. Gellér László 1969-ben felállított 79,5 méteres rekordját döntötte meg.
- Részletesen →  Síugrás. Magyar fejezet; Síugró magyar bajnokok listája

### Északi összetett
- egyéni magyar bajnok: 1971, 1972, 1973.
- egyéni magyar bajnoki második helyezett: 1974.
- csapat magyar bajnok: 1973. Csapattársai: Kun Sándor és Tóth István.